# 邻居发现协议
邻居发现协议（英語：简称：NDP或ND）是TCP/IP协议栈的一部分，用於IPv6。它基于IPv6的ICMPv6的实现，负责在IPv6网络层上发现数据链路层中其他节点和相应的IP地址，并确定可用路由和维护关于可用路径和其他活动节点的信息可达性。

## 技术信息
邻居发现协议定义了五种ICMPv6类型
1. 路由请求
2. 路由通告
3. 邻居请求
4. 邻居通告
5. 重定向

## 数据包格式

路由请求
路由通告
邻居请求
邻居通告
重定向